# Gemzse
Gemzse község Szabolcs-Szatmár-Bereg vármegyében, a Vásárosnaményi járásban.

## Fekvése
Az Északkelet-Nyírség középső részén található, Vásárosnaménytól 11 kilométerre nyugat-északnyugatra, Kisvárdától pedig 15 kilométerre délkeletre.
A közvetlen szomszédos települések: észak felől Lövőpetri, északkelet felől Gyüre, délkelet felől Ilk, dél felől Nyírmada, nyugat felől Gyulaháza, északnyugat felől pedig Szabolcsbáka.

### Megközelítése
A Kisvárdát Vásárosnaménnyal összekötő 4108-as út mentén fekszik, ezen érhető el mindkét végponti város felől

## Története
Bár neve személynévi eredetű, mégis későn, a 14. század második felében tűnt fel, az oklevelekben először 1347-ben: Konaki Péter fia István Gemzse felét, „melyben egy Szent Bertalan tiszteletére fából épült kápolna áll”, más birtokaival együtt eladta 2500 fr-ért Kállai László fiainak. A Kállayak még a század végén is birtokolták.
1426-ban a Losonczy, 1440-ben pedig a Rozsályi Kún és a Kusalyi Jakcs család is birtokosa volt.
A Károlyi család itteni birtoklását 1444-ben említik először az oklevelek.
A birtoklás jogcímét Károlyi Bertalanné Kölcsei Miklósi Krisztina hozománya adta.
Úgy látszik, ekkor már egy korábban elpusztult falu – Csókatelek – is hozzá tartozott.
A 16. század elején Károlyi István itteni birtokát Perényi Gábornak, Károlyi Lanc László pedig Drágffy Jánosnak adta el, de 1530-ban János király a Ferdinándhoz pártolt Kenderessy László itteni birtokrészét Károlyi Lanc Zsigmondnak adományozta, így a család birtoklása nem szűnt meg.
A 16. század közepén kis népességű hely lehetett, mert 1556-ban 13 tizedfizető háztartása alapján 65-70 lakója volt.
Ibrányi Ferenc alispán itteni birtokrészét a vármegye segítségével szerezte, ezért a halála után Szabolcs vármegyére szállott birtokát a közgyűlés határozata szerint a vármegye nótáriusa kapta meg. Azonban özvegye, Lónyay Katalin még 1628-ban is rendelkezett egy telek felett.
A jogcím az volt, hogy Ibrányi Ferenc feleségének gemzsei jobbágyait nászajándékba kötötte le, és fiúörökös nélkül történt halála után leányai, Tatay Istvánné, Bornemissza Lászlóné Chernel Pálné és a Péchy családbeliek osztoztak ezen az örökségen.
A Károlyi család ez időben itteni részeit ősi örökségnek tartotta, és ezért csak a fiági leszármazottak osztoztak rajta. 1827-re a gróf Károlyi család megszerezte a falu felét. A jobbágyfelszabadítás idején 737 lakosa volt, és földesurai a Károlyi és a Petry család kivételével teljesen kicserélődtek.

## Közélete

### Polgármesterei
- 1990–1994: Szászi Pál (független)[3]
- 1994–1998: Juhász András (független)[4]
- 1998–2002: Miklovich Károly (független)[5]
- 2002–2006: Miklovich Károly (független)[6]
- 2006–2010: Miklovich Károly (független)[7]
- 2010–2014: Varga Sándor (Fidesz–KDNP)[8]
- 2014–2019: Varga Sándor (Fidesz–KDNP)[9]
- 2019–2024: Varga Sándor (Fidesz–KDNP)[10]
- 2024– : Varga Sándor (Fidesz–KDNP)[1]

## Népesség
A település népességének változása:
| Lakosok száma | 846  | 849  | 930  | 798  | 792  | 833  | 827  |
|               | 2013 | 2014 | 2015 | 2021 | 2022 | 2023 | 2024 |

2001-ben a település lakosságának 96%-a magyar, 4%-a cigány nemzetiségűnek vallotta magát.
A 2011-es népszámlálás során a lakosok 88,1%-a magyarnak, 19% cigánynak, 0,4% románnak, 0,2% ruszinnak mondta magát (11,5% nem nyilatkozott; a kettős identitások miatt a végösszeg nagyobb lehet 100%-nál). A vallási megoszlás a következő volt: római katolikus 8,5%, református 46,4%, görögkatolikus 2,5%, felekezeten kívüli 3,1% (30,5% nem válaszolt).
2022-ben a lakosság 91%-a vallotta magát magyarnak, 18,9% cigánynak, 0,4% ukránnak, 0,3% ruszinnak, 0,1% románnak, 1,4% egyéb, nem hazai nemzetiségűnek (8,5% nem nyilatkozott; a kettős identitások miatt a végösszeg nagyobb lehet 100%-nál). Vallásuk szerint 9,2% volt római katolikus, 53,7% református, 2,9% görög katolikus, 8,5% egyéb keresztény, 0,1% ortodox, 9,6% felekezeten kívüli (15,2% nem válaszolt).

## Nevezetességei
- A község ék alakú, hajdani piacterén, a ma Harangkertnek nevezett, 2013-ban az EU támogatásával felújított parkban áll a többször felújított, műemlék fa harangtorony, melyet a hajdani toronyépítő jándi paraszt ács Kakuk Imre épített 1789-ben tölgyfából. Jellegzetessége: A környék többi fa harangtornyától különbözik: nincs fenn kerengője. Négyszög alaprajzú, harangház-szoknya-törzs-sisak tagolású. Teljes szerkezeti magassága 16,5 méter. A tetősisakokat, sőt a törzset is fazsindely borítja. Sajátossága a földszinti mellvéd feletti kötések kapcsos zárójel formájú, „magyar bajusz” típusú élszedése. Harangját 1795-ben öntötték. 1954-ben műemléki felújítást kapott, 1986-ban új harangot helyeztek el benne. Utoljára 1991-ben renoválták és újrazsindelyezték.[14]

- 2001. november elsején avatták fel az első és második világháború áldozatainak emléket állító, a szatmárcsekei csónak alakú fejfákat idéző emlékművet. Az emlékművet tölgyfából faragták, lábazata terméskő, ide került az áldozatok nevét tartalmazó márvány emléktábla. Az emlékmű szintén a Harangkertben kapott méltó helyet.

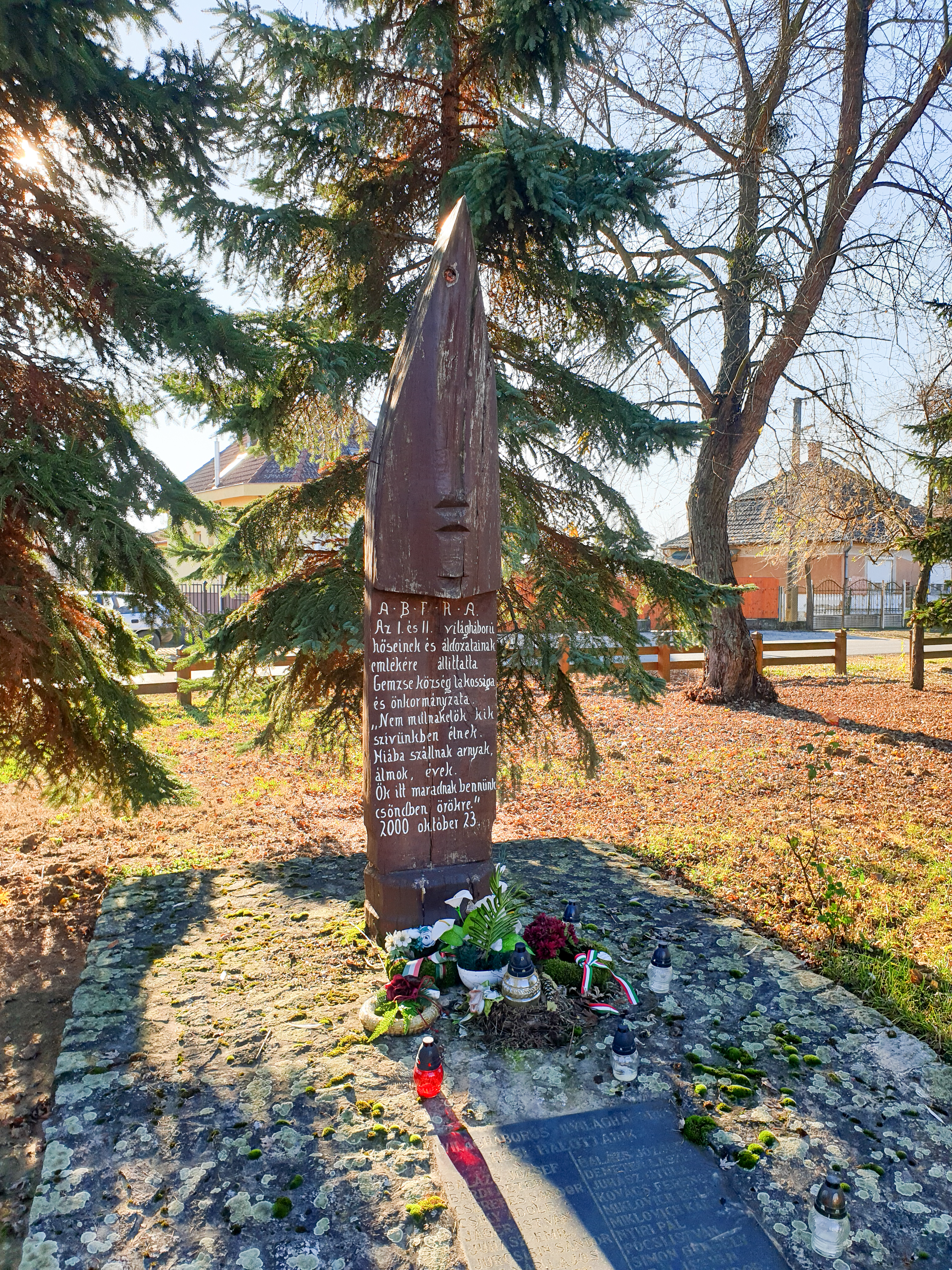
A csónakos fejfa formájú világháborús emlékmű
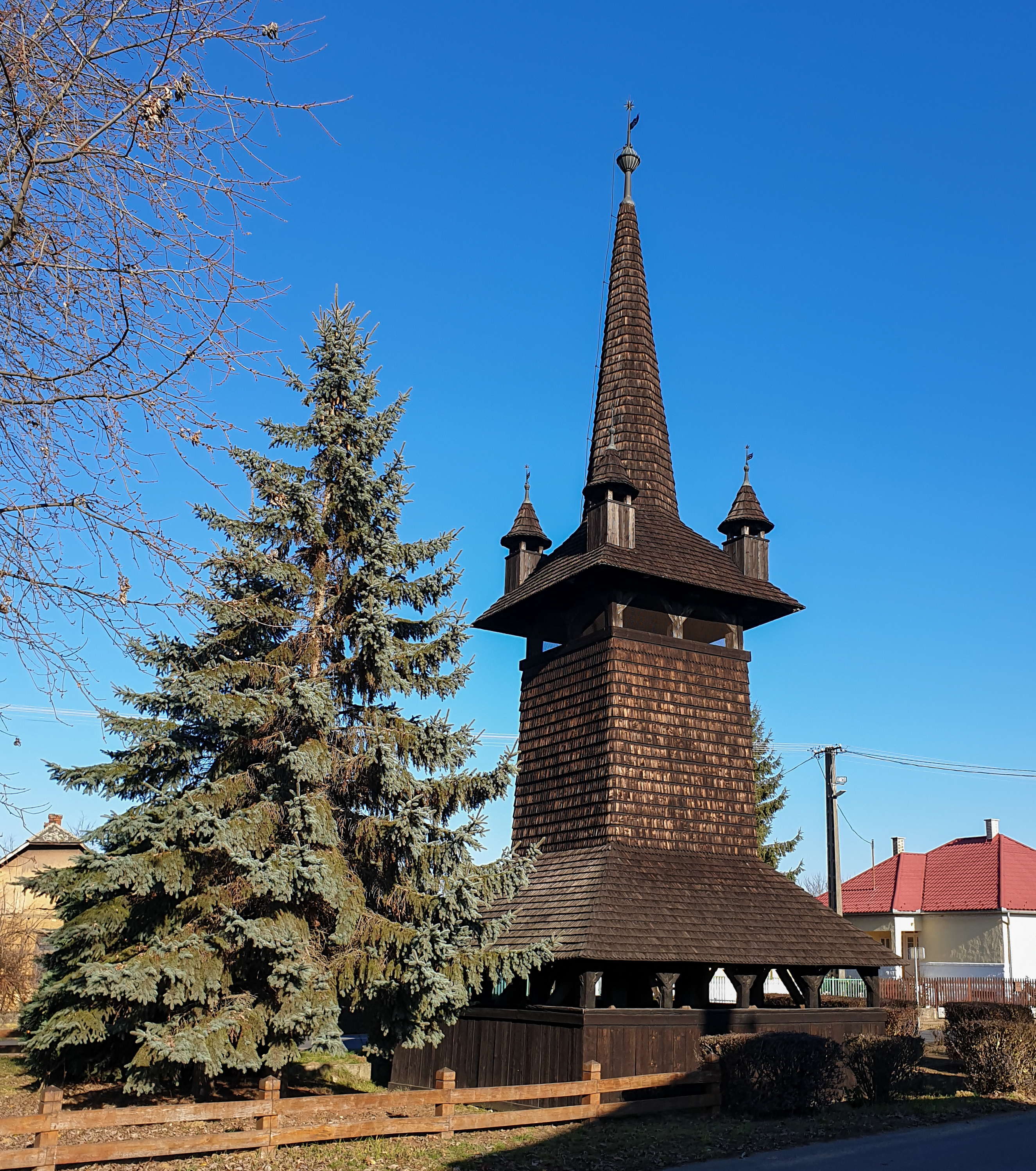
A harangtorony
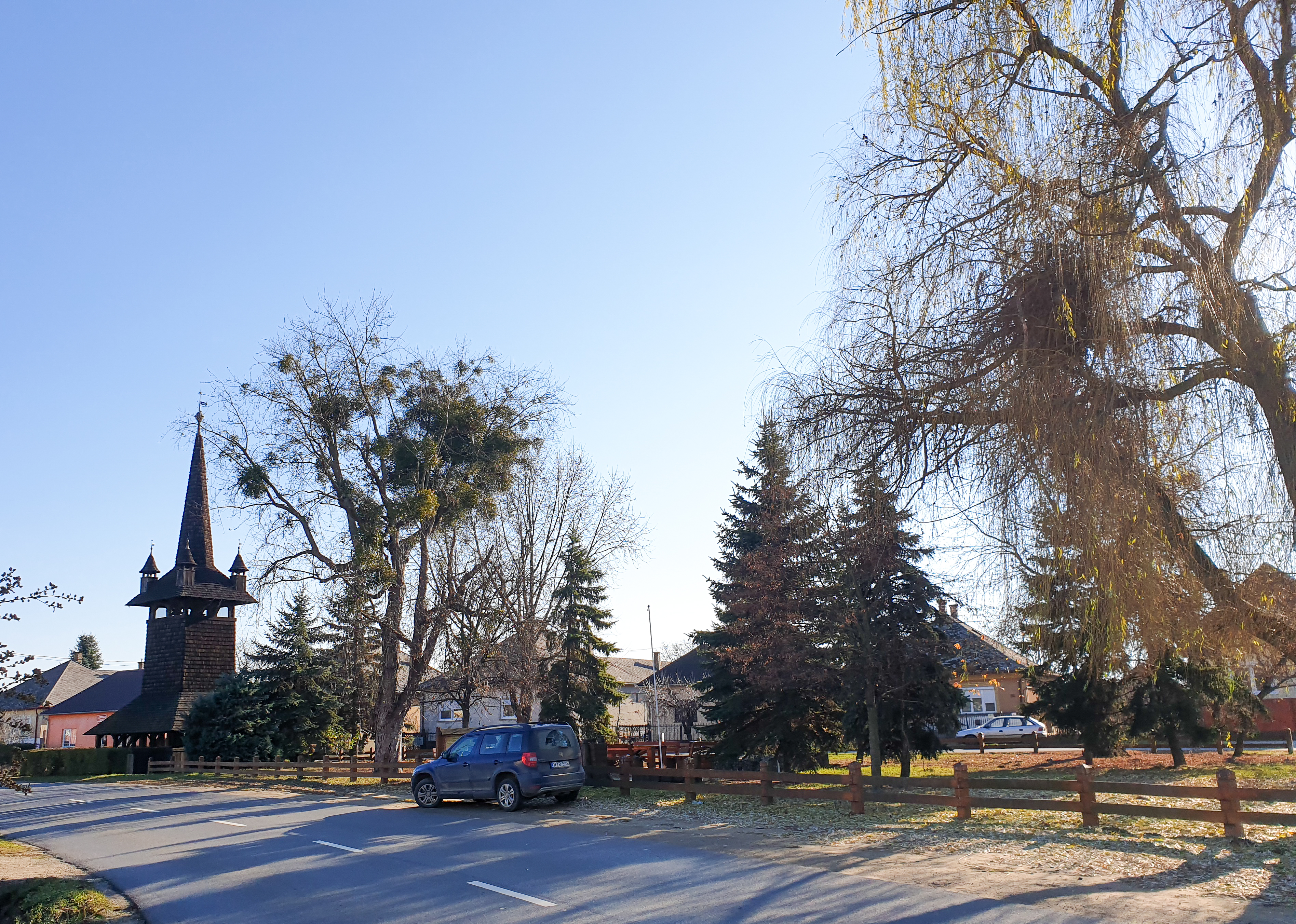
A Harangkert
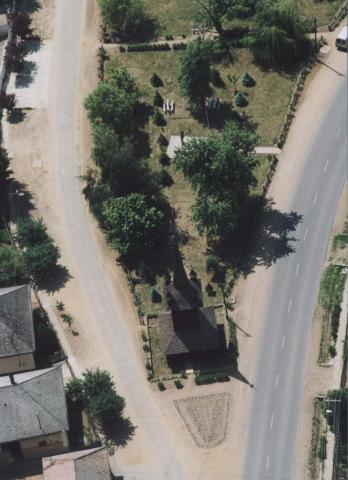
A harangkert légifelvételen